# Astragalus agraniotii
Astragalus agraniotii — вид квіткових рослин з родини бобових (Fabaceae). Ареал охоплює такі країни: Греція.

## Середовище
Зустрічається на дуже невеликій території на вершині Мегалі Турла та сусідній вершині Русса Петра, що лежить за 1 км від першої вершини, на горі Парнонас у регіоні Пелопоннес. Дві вершини мають висоту 1700 та 1820–1934 м відповідно. Вид має площу поширення ≈ 4 км². Росте на кам'янистих місцях з тріщинами скель на вапняках високогірних вершинах. Перебуває під загрозою переважно через витоптування, яке може бути спричинене людиною під час збору особин виду Sideritis cladestina або під час полювання. Випас худоби також може бути потенційною загрозою для виду, проте це не було підтверджено. Оскільки більшість (95%) дорослих особин зібрані в одній субпопуляції, яка розташована на вершині Мегалі Турла, одна стохастична подія (наприклад, пожежа) може знищити більшу частину популяції виду.